# 克勒南
克勒南（法語：Crenans，法語發音：[kʁənɑ̃]）是法国汝拉省的一个市镇，属于圣克洛德区。

## 地理
克勒南（46°27'27"N, 5°44'5"E）面积8.82 平方千米，位于法国勃艮第-弗朗什-孔泰大區汝拉省，该省份为法国东部内陆省份，北起上索恩省，西北接科多尔省，西临索恩-卢瓦尔省，南至安省，东与杜省和瑞士接壤。
与克勒南接壤的市镇（或旧市镇、城区）包括：默西亚、沙尔希亚、穆瓦朗昂蒙塔涅。

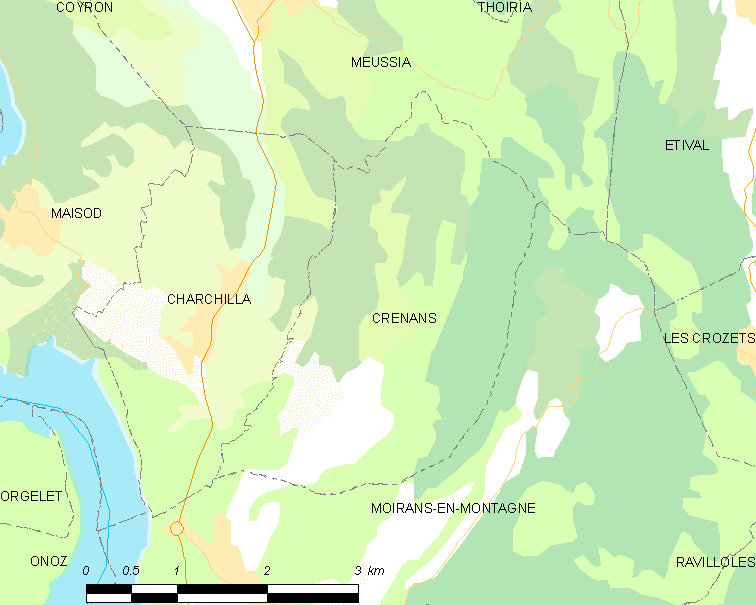
克勒南的OSM定位图

克勒南的时区为UTC+01:00、UTC+02:00（夏令时）。

## 行政
克勒南的邮政编码为39260，INSEE市镇编码为39179。

## 政治
克勒南所属的省级选区为穆瓦朗昂蒙塔涅县。

## 人口

1962-2008年间克勒南人口变化图示

克勒南于2022年1月1日时的人口数量为231人。